# Fujifilm X-S10
Fujifilm X-S10 — це бездзеркальна камера середнього класу зі змінними об’єктивами, яка була анонсована 15 жовтня 2020 року. Вона оснащена 26,1-мегапіксельним сенсором APS-C типу X-Trans CMOS 4 із заднім підсвічуванням та потужним чотириядерним процесором X-Processor 4. Одна з ключових особливостей камери — вбудована матрична стабілізація зображення (IBIS), яка забезпечує плавнішу зйомку та зменшення тремтіння камери.
Модель X-S10 розроблена для широкого кола користувачів, включаючи фотографів, відеооператорів та відеоблогерів, завдяки її функціоналу, орієнтованому на потреби відеозйомки. Камера сумісна з об’єктивами кріплення Fujifilm X-mount, що дозволяє використовувати широкий спектр об’єктивів від Fujifilm та інших виробників. Важливо зазначити, що X-S10 не має прямого зв’язку з мостовою камерою Fujifilm X-S1, випущеною в 2011 році, незважаючи на схожість назв.
Fujifilm X-S10 здатна записувати відео з роздільною здатністю 4K зі швидкістю до 30 кадрів на секунду. Камеру можна придбати як окремий корпус або в комплекті з об’єктивом Fujinon XF 18-55 мм f/2.8-4 чи Fujinon XF 16-80 мм f/4. Дизайн корпусу стилізовано під класичний дзеркальний фотоапарат, і доступний він лише в чорному кольорі.
Fujifilm X-S10 стала першою моделлю в новій лінійці камер Fujifilm. У травні 2023 року її замінила оновлена версія — Fujifilm X-S20. Виробництво X-S10 було припинено у 2024 році.

## Ключові особливості
- Внутрішня стабілізація зображення зі швидкістю до 6,0 ступенів
- Сенсор X-Trans IV CMOS
- Чотириядерний процесор X 4
- 26,1 мегапікселя
- Сенсор CMOS 23,5 мм x 15,7 мм ( APS-C ).
- Повністю артикульований сенсорний екран
- Зйомка 14-бітного зображення RAW (6240 × 4160)
- Панорамна зйомка, вертикальна (2160 × 9600) і горизонтальна (9600 × 1440)
- Відео 4K (3840x2160, 16:9) і DCI 4K (4096x2160, 17:9) зі швидкістю до 30 кадрів в секунду та запис відео FHD до 240 кадрів в секунду
- 18 режимів симуляції плівки
- Підключення Wi-Fi і Bluetooth
- USB-C, HDMI-D, аудіороз'єм 3,5 мм
- Великий хват
- Спливаюча спалах
- Диск режимів, передній і задній диски керування та диск вибору імітації фільму

## Особливості
Fujifilm X-S10 має компактний дизайн, подібний до Fujifilm X-H1, але менших розмірів і на 200 грамів легший. Модель також запозичила певні функції від Fujifilm X-T30. Це бездзеркальна камера з п’ятиосьовою системою стабілізації зображення, яка є менша та легша, ніж у X-T4.
X-S10 оснащений джойстиком для управління, замість навігаційної панелі, що відповідає стилю останніх моделей Fujifilm. Камера має повністю шарнірний РК-екран, схожий на ті, що встановлені в моделях X-T4 та X-T200, що робить її зручною для відеоблогерів. До функціоналу для відеоблогів належать поворотний дисплей, вбудована стабілізація зображення, вхід для мікрофона, аудіороз'єм 3,5 мм, порт micro HDMI та з’єднання USB-C.
X-S10 має глибоку ручку, подібну до X-H1, та здатна записувати відео у форматі 4K зі швидкістю 30 кадрів на секунду.

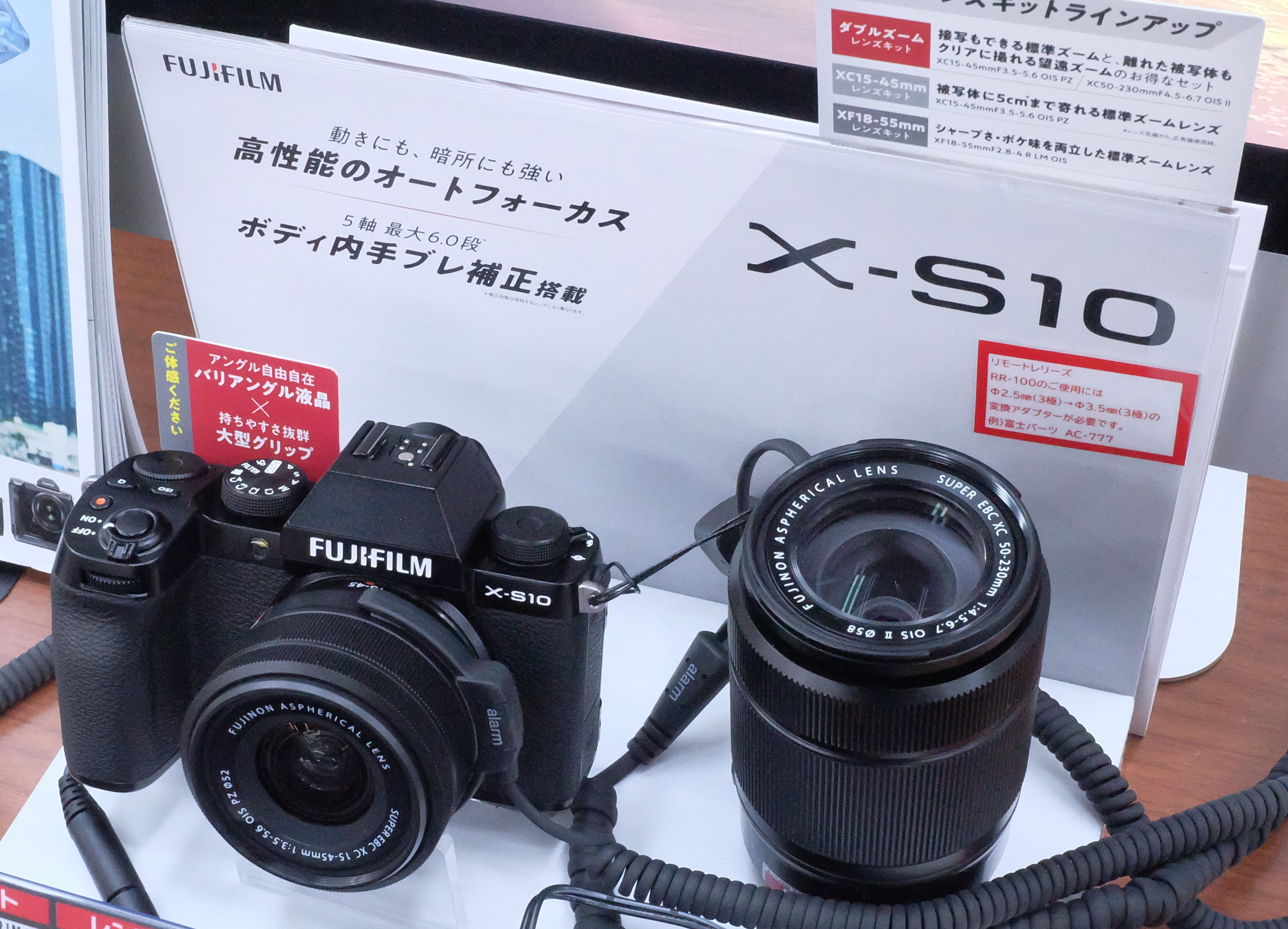
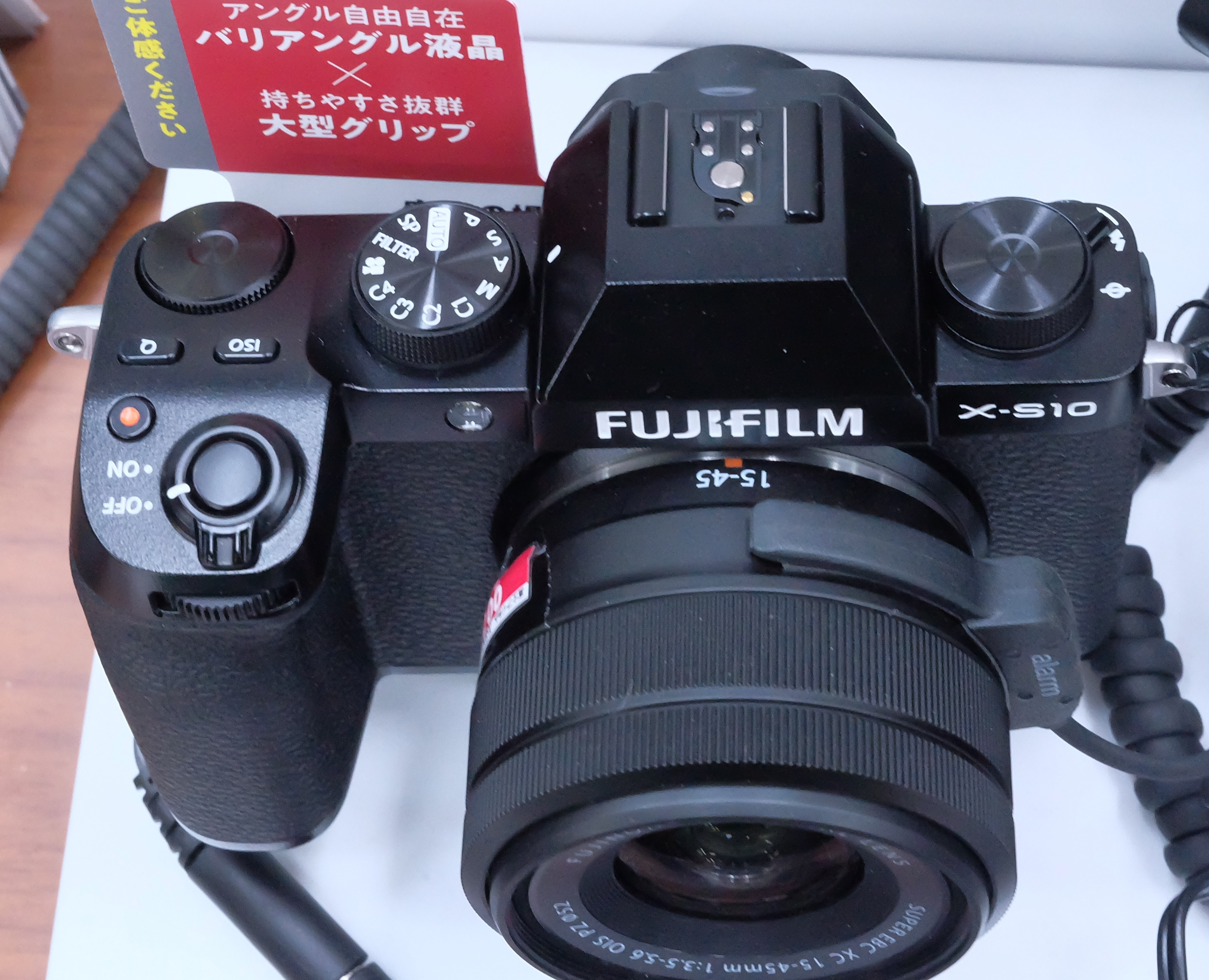
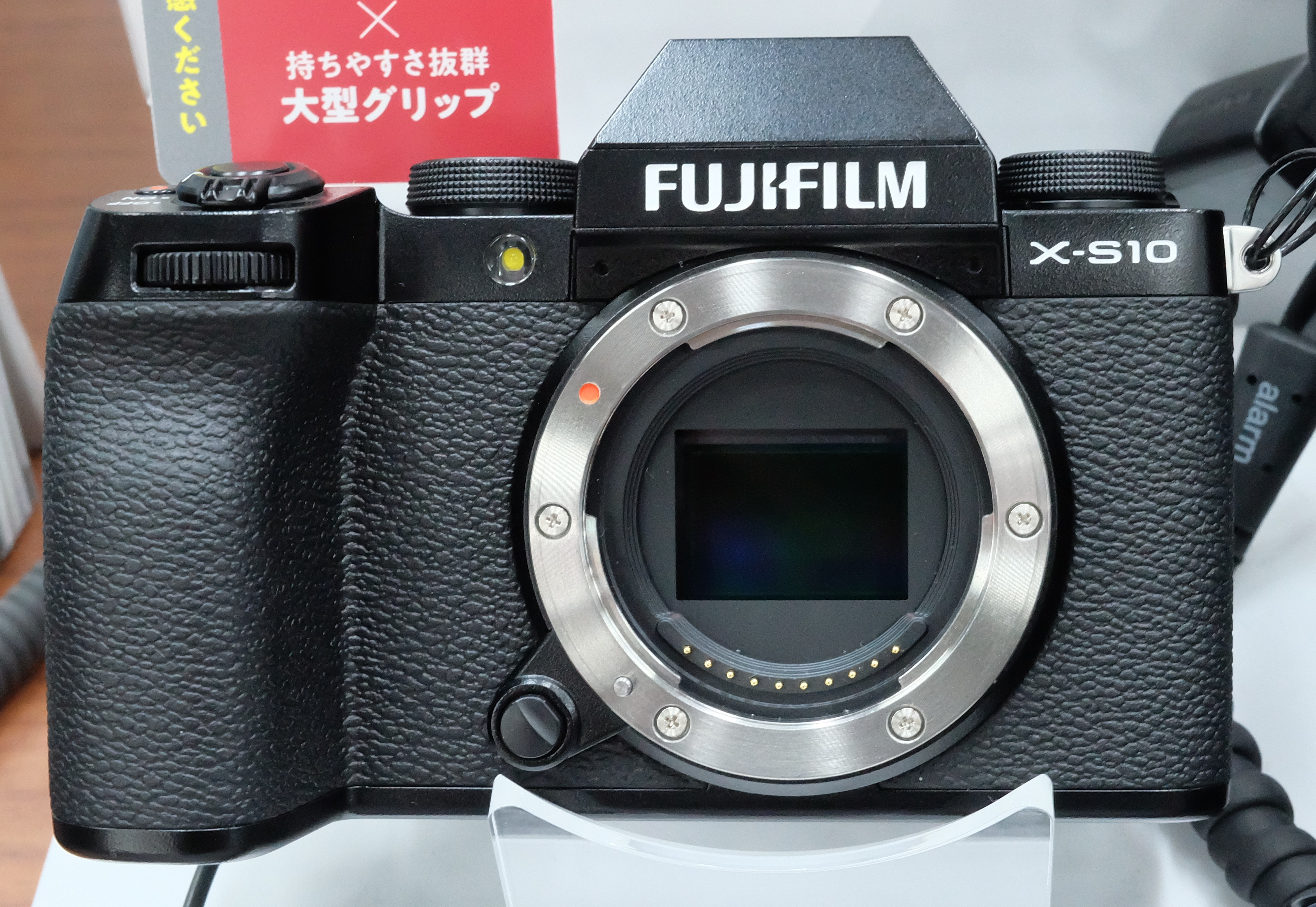
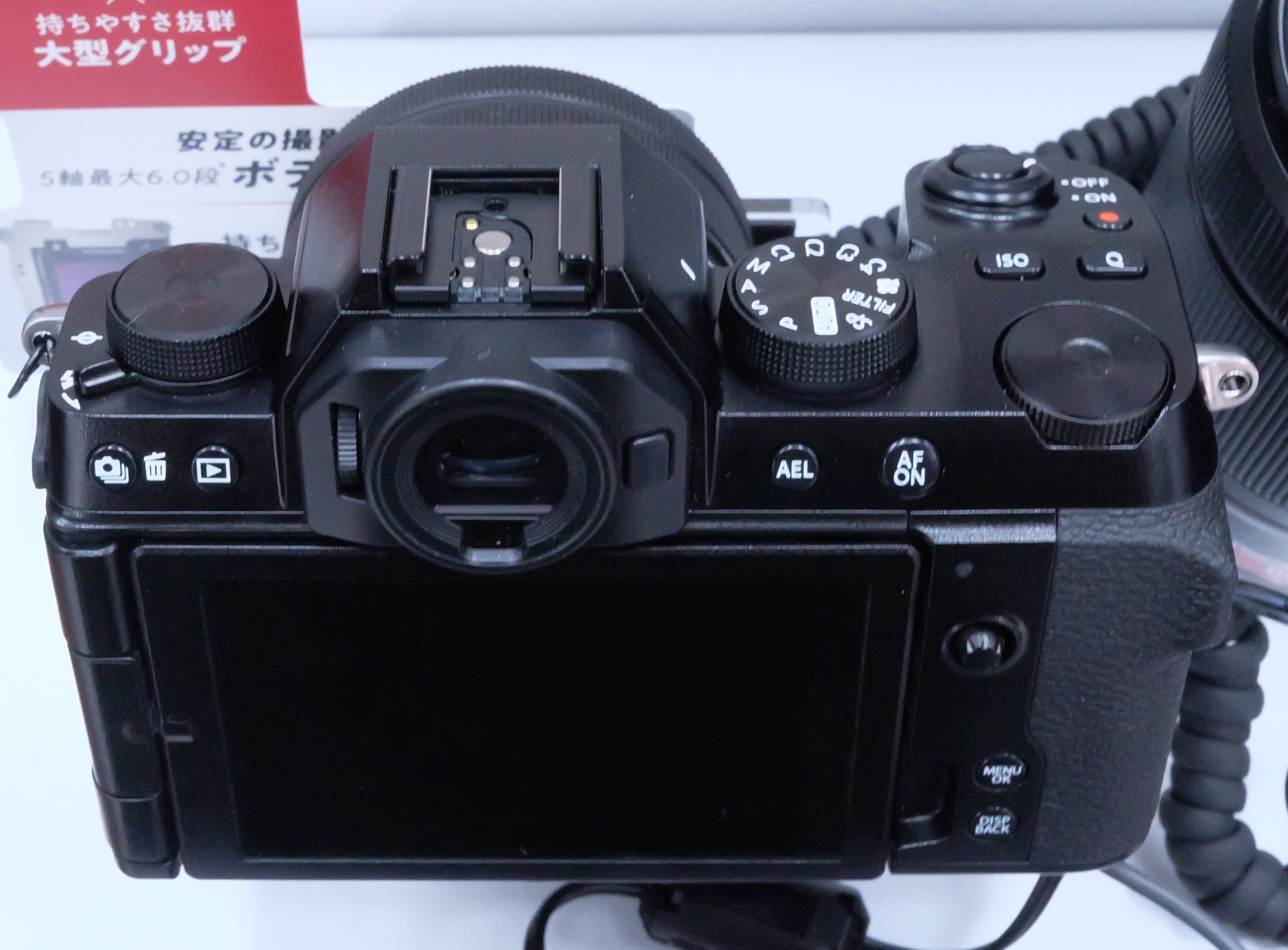
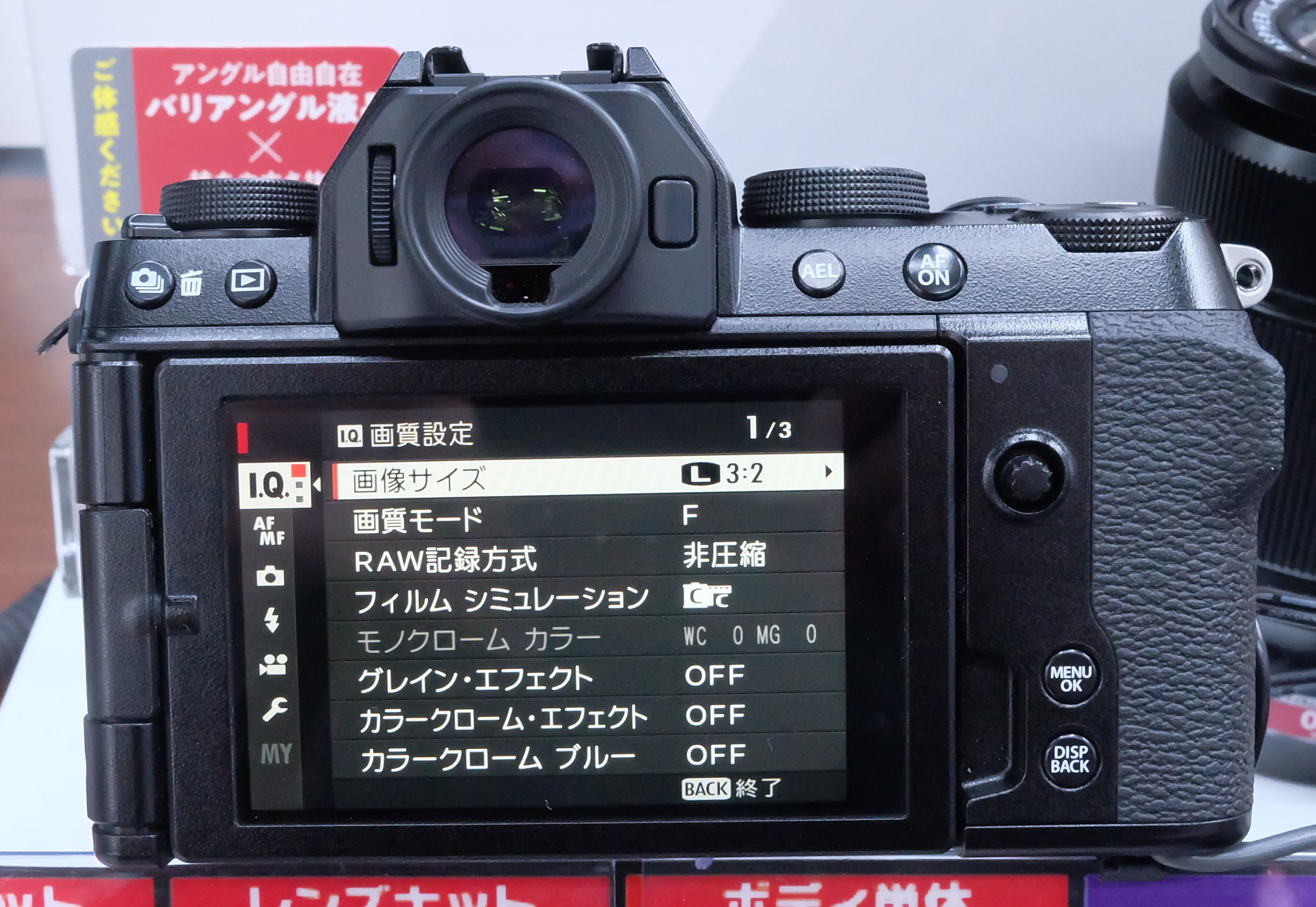
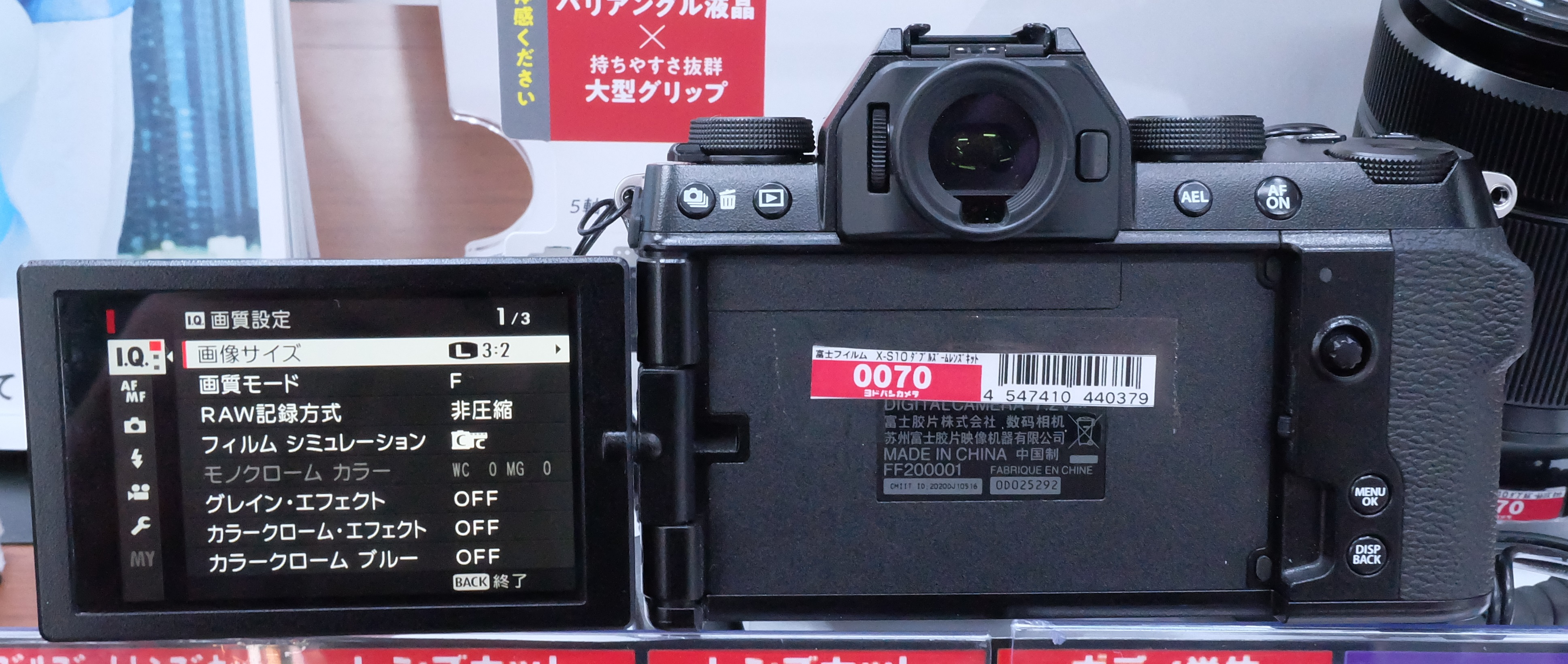

## Аксесуари в комплекті
- Літій-іонний акумулятор NP-W126S
- кабель USB
- Адаптер для навушників
- Ремінь через плече
- Ковпачок корпусу
- Інструкція з експлуатації

## Зовнішні посилання
- Офіційний сайт